# European Nations Cup 2001-02
La European Nations Cup de la temporada 2001-02 fue la 34° temporada del segundo torneo en importancia de rugby en Europa, luego del Torneo de las Seis Naciones.

## División 1
| Lugar | Selección    | Partidos | Partidos | Partidos  | Partidos | Puntos  | Puntos    | Puntos | Tabla de puntos |
| Lugar | Selección    | Jugados  | Ganados  | Empatados | Perdidos | A favor | En contra | dif.   | Tabla de puntos |
| ----- | ------------ | -------- | -------- | --------- | -------- | ------- | --------- | ------ | --------------- |
| 1     | Rumania      | 5        | 5        | 0         | 0        | 185     | 77        | +108   | 15              |
| 2     | Georgia      | 5        | 3        | 1         | 1        | 184     | 84        | +100   | 12              |
| 3     | Rusia        | 5        | 3        | 1         | 1        | 180     | 87        | +93    | 12              |
| 4     | Portugal     | 5        | 2        | 0         | 3        | 93      | 130       | −37    | 9               |
| 5     | España       | 5        | 1        | 0         | 4        | 128     | 119       | +9     | 7               |
| 6     | Países Bajos | 5        | 0        | 0         | 5        | 27      | 300       | −273   | 5               |

| Bandera de Rumania |
| Campeón Rumania    |
| Octavo título      |

## División 2

### Grupo 1
| Lugar | Selección | Partidos | Partidos | Partidos  | Partidos | Puntos | Tabla de puntos |
| Lugar | Selección | Jugados  | Ganados  | Empatados | Perdidos | dif.   | Puntos          |
| ----- | --------- | -------- | -------- | --------- | -------- | ------ | --------------- |
| 1     | Polonia   | 4        | 4        | 0         | 0        | +69    | 12              |
| 2     | Alemania  | 4        | 2        | 0         | 2        | +24    | 8               |
| 3     | Suecia    | 4        | 2        | 0         | 2        | +23    | 8               |
| 4     | Dinamarca | 4        | 2        | 0         | 2        | +19    | 8               |
| 5     | Letonia   | 4        | 0        | 0         | 4        | −135   | 4               |

### Grupo 2
| Lugar | Selección       | Partidos | Partidos | Partidos  | Partidos | Puntos | Tabla de puntos |
| Lugar | Selección       | Jugados  | Ganados  | Empatados | Perdidos | dif.   | Puntos          |
| ----- | --------------- | -------- | -------- | --------- | -------- | ------ | --------------- |
| 1     | República Checa | 4        | 4        | 0         | 0        | +95    | 12              |
| 2     | Ucrania         | 4        | 3        | 0         | 1        | +46    | 10              |
| 3     | Croacia         | 4        | 2        | 0         | 2        | −14    | 8               |
| 4     | Suiza           | 4        | 1        | 0         | 3        | −40    | 6               |
| 5     | Bélgica         | 4        | 0        | 0         | 4        | −87    | 4               |

## División 3

### División 3A
| Lugar | Selección           | Partidos | Partidos | Partidos  | Partidos | Puntos  | Puntos    | Puntos | Tabla de puntos |
| Lugar | Selección           | Jugados  | Ganados  | Empatados | Perdidos | A favor | En contra | dif.   | Tabla de puntos |
| ----- | ------------------- | -------- | -------- | --------- | -------- | ------- | --------- | ------ | --------------- |
| 1     | Eslovenia           | 4        | 3        | 0         | 1        | 113     | 59        | +54    | 10              |
| 2     | Serbia y Montenegro | 4        | 3        | 0         | 1        | 88      | 70        | +18    | 10              |
| 3     | Moldavia            | 3        | 2        | 0         | 1        | 63      | 72        | −9     | 7               |
| 4     | Andorra             | 3        | 1        | 0         | 2        | 77      | 48        | +29    | 5               |
| 5     | Austria             | 4        | 0        | 0         | 4        | 41      | 133       | −92    | 4               |

### División 3B
| Lugar | Selección            | Partidos | Partidos | Partidos  | Partidos | Puntos  | Puntos    | Puntos | Tabla de puntos |
| Lugar | Selección            | Jugados  | Ganados  | Empatados | Perdidos | A favor | En contra | dif.   | Tabla de puntos |
| ----- | -------------------- | -------- | -------- | --------- | -------- | ------- | --------- | ------ | --------------- |
| 1     | Hungría              | 4        | 4        | 0         | 0        | 121     | 57        | +64    | 12              |
| 2     | Letonia              | 4        | 3        | 0         | 1        | 87      | 66        | +21    | 10              |
| 3     | Bosnia y Herzegovina | 4        | 2        | 0         | 2        | 41      | 72        | −31    | 8               |
| 4     | Luxemburgo           | 4        | 1        | 0         | 3        | 67      | 71        | −4     | 6               |
| 5     | Israel               | 4        | 0        | 0         | 4        | 72      | 122       | −50    | 4               |

### División 3C
| Lugar | Selección | Partidos | Partidos | Partidos  | Partidos | Puntos  | Puntos    | Puntos | Tabla de puntos |
| Lugar | Selección | Jugados  | Ganados  | Empatados | Perdidos | A favor | En contra | dif.   | Tabla de puntos |
| ----- | --------- | -------- | -------- | --------- | -------- | ------- | --------- | ------ | --------------- |
| 1     | Malta     | 3        | 2        | 1         | 0        | 45      | 24        | +21    | 8               |
| 2     | Mónaco    | 3        | 2        | 0         | 1        | 113     | 16        | +97    | 7               |
| 3     | Bulgaria  | 3        | 1        | 0         | 2        | 30      | 83        | −53    | 5               |
| 4     | Noruega   | 3        | 0        | 1         | 2        | 16      | 81        | −65    | 4               |